# Sabbah
Sabbah  (in arabo صباح‎?) è un centro abitato e comune rurale del Marocco situato nella prefettura di Skhirate-Témara, regione di Rabat-Salé-Kénitra. Conta una popolazione di 15 029 abitanti (censimento 2014).